# HD187752
HD187752 — хімічно пекулярна зоря спектрального класу
B9 й має видиму зоряну величину в смузі V приблизно  8,5.

## Пекулярний хімічний склад
Зоряна атмосфера HD187752 має підвищений вміст 
Si
.